# Abu Dhabi Investment Authority
Abu Dhabi Investment Authority (ADIA) — суверенный фонд благосостояния, принадлежащий эмирату Абу-Даби, Объединенные Арабские Эмираты, основанный для инвестиционных целей правительством Абу-Даби.
ADIA никогда не публиковала стоимость своих активов, но эксперты оценивают их от $650 млрд до $875 млрд. Sovereign Wealth Fund Institute оценивает их в $627 млрд.
Операции ADIA характеризовались как скрытные и непрозрачные.
Из-за характера инвестиций ADIA не придерживается норм исламского шариата.

## Инвестиции
ADIA управляет огромным капиталом и является крупнейшим международным инвестиционным фондом. Из-за своего размера фонд имеет существенное влияние на международные финансы. В 2008 году ADIA была сопредседателем Международной рабочей группы 26 суверенных фондов, которая опубликовала «Generally Accepted Principles and Practices of sovereign wealth funds», известных как Santiago Principles. Эти принципы были созданы чтобы продемонстрировать странам и международным финансовым рынкам, что суверенные фонды благосостояния имеют ясную внутреннюю структуру и управление и что их инвестиции осуществляются только с целью получения экономической выгоды.
Фонд управляет сверхдоходами эмирата от экспорта нефти, которые оцениваются почти в $1 трлн. 20-летние и 30-летние годовые ставки доходности портфеля ADIA по состоянию на 31 декабря 2009 года достигают 6,5 % и 8 % соответственно. ADIA является крупнейшим суверенным фондом в мире.
Сегодня ADIA инвестирует на всех международных рынках в акции, коммерческие и государственные облигации, инфраструктуру и недвижимость, частные инвестиционные фонды, хедж-фонды и трейдеров (commodity trading advisers). Глобальный портфель ADIA разделен на несколько подфондов, инвестирующих в активы определенного класса. Для каждого класса активов фонд имеет своих управляющих и финансовых аналитиков. Около 70 %-80 % активов фонда управляются внешними управляющими и за последние несколько лет структура активов и пассивов фонда стала достаточно сложной.
Стоимость многих активов ADIA существенно уменьшилась после пика в 2007—2008 годов. Инвестиции в Citigroup на $7 млрд потеряли в стоимости почти 90 % по состоянию на 26 ноября 2009 года, спустя 2 года после покупки существенной доли в этом банке. Их инвестиции в недвижимость на пике 2008 года также существенно упали в стоимости. Хотя управляющие фонда говорят об успешности инвестиций в долгосрочном периоде, факты говорят о сближении фонда с рыночными индексами и управлении большей части фондов внешними управляющими. Неприятие рисков в управлении существенно уменьшилось за последние годы. По сообщениям инсайдеров корпоративная культура фонда остается скрытной, бюрократичной и патриархальной.

## Совет директоров
- Шейх Халифа ибн Зайд ан-Нахайян, председатель (бывший президент ОАЭ, бывший эмир Абу-Даби)
- Шейх Султан ибн Зайд ан-Нахайян
- Шейх Мухаммед ибн Зайд ан-Нахайян, наследный принц Абу-Даби
- Шейх Хамид ибн Зайд ан-Нахайян, управляющий директор
- Шейх Мансур ибн Зайд ан-Нахайян
- Шейх Мухаммед ибн Халифа ибн Зайд ан-Нахайян
- Мухаммед Хабруш Аль-Сувайди
- Доктор Хуан Салим Аль-Дахери
- Хамад Мухаммед Аль-Хурр Аль-Сувайди, заместитель министра финансов Абу-Даби
- Халил Мухаммед Фоулати